# Первушкин, Владимир Иванович
Первушкин Владимир Иванович (род. 24 ноября 1957 года, Пенза) — российский историк и общественный деятель.
Доктор исторических наук (2008), профессор (2007) Пензенского государственного университета, проректор по научной работе ГАОУ ДПО «Институт регионального развития Пензенской области» (2021—2024); директор ГБУК "Пензенская областная универсальная научная библиотека им. М.Ю. Лермонтова" (2024).
Председатель Региональной общественной организации краеведов Пензенской области (2013), председатель Союза краеведов России (2022), председатель Правления общественной организации «Региональная мордовская национально-культурная автономия Пензенской области» (2014), член Геральдической комиссии Пензенской области (2020), член комиссии по вопросам размещения мемориальных досок на территории Пензенской области (2014).
Почетный работник высшего профессионального образования Российской Федерации (2010), заслуженный деятель науки Республики Мордовия (2012), заслуженный работник образования Пензенской области (2022).

## Биография
Родился 24 ноября 1957 года в г. Пензе.
Окончил среднюю школу № 41 г. Пензы (1975), историко-филологический факультет Пензенского государственного педагогического института им. В. Г. Белинского (1983), аспирантуру Мордовского научно-исследовательского института языка, литературы, истории и экономики при Правительстве Республики Мордовия (1993).
В 1976—1978 гг. проходил службу в Советской Армии в военно-воздушных силах (ПНР).

## Научная деятельность, сфера научных интересов
В 1979—1983 годах — участник экспедиций по изучению засечных черт Российского государства XVI — XVIII веков.
В 1987—1993 годах работал в качестве заместителя начальника Мордовской археологической экспедиции по изучению средневековой истории мордвы.
Проводил археологические исследования ряда древнемордовских археологических памятников на территории Пензенской области :
- могильник у села Алферьевка (IV—XI вв. н. э.) (Пензенский район);
- Армиевские I и II (VII—VIII вв. н. э. и IX—XI вв. н. э.) и Мачкасский (XVII—XVIII вв.) могильники (Шемышейский район);
- Чернозерский (XIV в.) и Долгоруковский (XIV в.) могильники (Мокшанский район);
- поселение у с. Армиёво (Х—XIII вв.) (Шемышейский район).

Указанные исследования внесли вклад в изучение средневековой культуры мордовского народа. В. И. Первушкиным, в рамках данных исследований, впервые была сделана подробная типология мокшанского погребального обряда XII—XIV вв.
Преподавал в средней школе № 46 г. Пензы. В 1985—1991 годах работал научным сотрудником, заведующим филиалом Пензенского государственного краеведческого музея.
С 1991 года на преподавательской работе в Пензенском государственном педагогическом университете им. В. Г. Белинского (ныне — Педагогический институт имени В. Г. Белинского Пензенского государственного университета). В 1994—1998 годах — заместитель декана исторического факультета.
С 1998 года — доцент, с 2007 года — профессор по кафедре новейшей истории России и краеведения Пензенского государственного педагогического университета им. В. Г. Белинского.
С 2021 года — проректор по научной работе Института регионального развития Пензенской области.
В 1995 году защитил диссертацию на соискание учёной степени кандидата исторических наук по теме: «История культуры мордвы-мокши XII—XVI вв.». В 2008 году защитил диссертацию на соискание учёной степени доктора исторических наук по теме: «Становление и развитие провинциального краеведения в России во второй трети XIX — начале XX века (на примере Пензенской, Тамбовской и Саратовской губерний)».
Неоднократно принимал участие в работе ряда международных, всероссийских, межрегиональных, областных и межвузовских научных конференций.
Сфера научных интересов — средневековая история Поволжья, археология, этнография, провинциальная историческая наука XIX—XX вв., краеведение.
Автор более 350-ти научных работ, в том числе 8 монографий, 7 учебных пособий, опубликованных в Москве, Саранске, Рязани, Владимире, Саратове, Самаре, Ижевске, Витебске и Пензе.

В. И. Первушкин на праздновании Дня российской науки в Пензе, 8 февраля 2023 г.

В 1997—2009 годах — ответственный редактор пензенских сборников научных трудов «Исторические записки».
С 2014 г. по настоящее время — главный редактор научно-популярного журнала «Пензенское краеведение».
Член (1999—2002) и ученый секретарь (2003—2007) диссертационного совета по историческим наукам при Пензенском государственном педагогическом университете им. В. Г. Белинского.
В 2004 году руководил реализацией грантового проекта Российского гуманитарного научного фонда: «Народы Поволжья в истории и культуре России».
Под его руководством защищено семь диссертаций на соискание учёной степени кандидата исторических наук по специальности: 07.00.02 — Отечественная история.

## Основные публикации
- Гладких В. И., Данильцев И. А., Кондрашин В. В., Мелёхина Г. Я., Первушкин В. И., Плохов В. М. 80 лет в едином строю. Коллективная монография. — Самара, 2001.
- Краеведческие учреждения Русской православной церкви во второй половине XIX — начале XX вв. // Известия Самарского научного центра РАН. — Самара, 2005.
- Губернские статистические комитеты и провинциальная историческая наука. — Пенза: Изд-во ПГПУ, 2007.
- «Быть неутомимыми работниками на пользу родной исторической науки…». История Тамбовской, Саратовской и Пензенской губернских ученых архивных комиссий. — Пенза: Изд-во ПГПУ, 2008.
- Учительская среда как источник формирования краеведческих кадров в российских губерниях во второй половине XIX — начале XX в. // Интеграция образования: науч.-метод. журн. — Саранск, 2006. — № 4.
- Исторические архивы при Тамбовской, Саратовской и Пензенской губернских ученых архивных комиссиях // Известия Российского государственного педагогического университета им. А. И. Герцена. Общественные и гуманитарные науки: Научный журнал. — СПб: «Книжный дом», 2008. — № 11 (62).
- Охрана памятников истории и культуры в российской провинции во второй половине XIX — начале XX в. (по материалам Пензенской, Саратовской и Тамбовской губерний) // Преподавание истории в школе: науч.-теоретический и метод. журн. — М., — 2008. — № 5. — Спецвыпуск.
- Мордва Пензенской области: моногр. издание второе доп. и переработанное. — Пенза, 2012.
- У истоков провинциальной исторической науки // Известия Пензенского государственного педагогического университета им. В. Г. Белинского. Гуманитарные науки. — Пенза: ПГПУ, 2011. — № 23.
- Мокшанский политеизм в средние века // Известия Пензенского государственного педагогического университета. Гуманитарные науки. — Пенза, 2012. — № 27.
- Зарождение локальной истории в России (Пенза, Саратов, Тамбов). — Lambert Akademic Publishing, 2012.
- С. О. Шмидт и краеведческое движение в Пензе // Шестые всероссийские краеведческие чтения Москва-Можайск, 1 — 2 июня 2012 г. — М., 2013.
- Город Пенза в трудах историков и краеведов // Городское пространство в исторической ретроспективе. Материалы научно-практической конференции, посвященной 350-летию города Пензы. — Пенза: ГУМНИЦ ПГУ, 2013.
- Белоусов С. В., Винничек В. А., Гомонюк Е. Н., Евневич Т. А., Кладов В. Ю., Мурашов Д. Ю., Первушкин В. И., Сухова О. А., Ягов О. В. Очерки истории города Заречного. Коллективная монография. — Пенза : Изд-во ГУМНИЦ ПГУ, 2013.
- Средневековая культура мордвы. — Пенза, 2015.
- Общественно-политические предпосылки формирования исторических знаний в российской провинции в 1830—1890-е гг.: перспективы изучения проблемы // Известия высших учебных заведений. Поволжский регион. Гуманитарные науки. — Пенза, 2015. С. 23—32.
- Сколько лет пензенскому краеведению? // Пензенское краеведение. Научно-популярный журнал. — Пенза, 2015. — № 1. — С. 3—6.
- Долина древней мордвы: колл. моногр. / Под общ. ред. В. И. Первушкина, О. В. Ягова. — Ижевск: Изд-во ООО «Принт-2», 2016. — 284 с.
- Первушкин В. И., Кайманова Т. А. Мурашов Д. Ю., Зименков В. Н. Пенза. Путеводитель. Справочное издание. — Пенза, 2017. — 59 с.
- Первушкин В. И. Кайманова Т. А. Мясоедов Е. С. и др. Пензенская область. Путеводитель. — Пенза, 2018. — 160 с.
- Первушкин В. И., Артемова С. Н., Сухова О. А. Ямашкин А. А. Культурные ландшафты в традициях народов Среднего Поволжья (Пензенская область и Республика Мордовия). — Пенза. 2019. — 96 с.
- Первушкин В. И. Моё путешествие по Пензенской области. Путеводитель для детей младшего и среднего школьного возраста. — Пенза, 2020. — 39 с.
- История Пензенского края с древнейших времён до конца XVIII века. Коллективная монография. Пенза, 2022. Т.1. 448 с.: ил.

## Общественная деятельность
- Председатель Союза краеведов России.
- Председатель Правления Региональной общественной организации краеведов Пензенской области.
- Председатель Правления общественной организации «Региональная мордовская национально-культурная автономия Пензенской области».
- Член Российского исторического общества в Пензе.
- Член Общероссийской общественно-государственной организации «Российское военно-историческое общество».
- Член Шацкого краеведческого общества.
- Член комиссии по вопросам размещения мемориальных досок на территории Пензенской области.
- Член Общественного совета при Комитете Пензенской области по охране памятников истории и культуры.
- Член Координационного совета при Правительстве Пензенской области по вопросам развития туризма и реализации законодательства РФ в области туризма Пензенской области.
- Член Геральдической комиссии Пензенской области.
- Советник Губернатора Пензенской области.

## Награды и звания
- Знак «Почётный работник высшего профессионального образования Российской Федерации» (2010).
- Почётная грамота Министерства образования и науки Российской Федерации (2004).
- Почётное звание Республики Мордовия «Заслуженный деятель науки Республики Мордовия» (2012)[1].
- Почётные грамоты губернатора Пензенской области (2012, 2019), Законодательного Собрания Пензенской области (2012), Государственного Собрания Республики Мордовия (2011).
- Медаль «В память 350-летия Пензы» (2013).
- Медаль «За межнациональное согласие» (2017).
- Медаль ордена «За заслуги перед Пензенской областью» (2021).
- Орден «За вклад в устойчивое развитие городов СНГ» (2023).
- Медаль Рязанского землячества «Сергей Есенин» (2022).
- Медаль МГО Союза писателей России «Н. А. Некрасов» (2022).
- Благодарности губернатора Пензенской области, председателя Законодательного Собрания Пензенской области (2017).
- Благодарность председателя Межрегионального общественного движения мордовского (мокшанского и эрзянского) народа.
- Почётная грамота Региональной мордовской национально-культурной автономии Пензенской области (2011).
- Почётный знак Губернатора Пензенской области «Во славу земли Пензенской»[2]. (2017)
- Почетный знак Главы Республики Мордовия «За личный вклад в развитие Республики Мордовия» (2022).
- Памятный знак «За заслуги в развитии детско-юношеского туризма» (2017).
- Памятный знак Российского комитета ветеранов «60 лет Российскому Союзу ветеранов» (2018).

### Видео
- Пенза. Масштаб 1:350. Выпуск № 37 (гость передачи — В. И. Первушкин).
- Пенза. Масштаб 1:350. Выпуск № 4 (гость передачи — В. И. Первушкин).
- «Пензенские краеведы в истории России» (программа «Гость в студии» с участием В. И. Первушкина).
- В.И. Первушкин в программе «45 меридиан». Интернет-телеканал «ТВ-Пенза» (30 апреля 2014). Дата обращения: 13 октября 2014. Архивировано 17 июля 2014 года.